# Gincrey
Gincrey é uma comuna francesa na região administrativa de Grande Leste, no departamento de Meuse. Estende-se por uma área de 9,69 km². Em 2010 a comuna tinha 65 habitantes (densidade: 6,7 hab./km²).